# 埃尔斯勒莫吕
埃尔斯勒莫吕（法語：Heiltz-le-Maurupt，法語發音：[ɛls lə moʁy]）是法国马恩省的一个市镇，位于该省东南部，属于维特里勒弗朗索瓦区。

## 地理
埃尔斯勒莫吕（48°47'35"N, 4°48'54"E）面积16.27 平方千米，位于法国大東部大區马恩省，该省份为法国东北部内陆省份，北起阿登省，西北接埃纳省，西南接塞纳-马恩省，南至奥布省，东南接上马恩省，东临默兹省。
与埃尔斯勒莫吕接壤的市镇（或旧市镇、城区）包括：韦尔南库尔、索河畔帕尔尼、阿利扬塞勒、索河畔比尼库尔、埃特勒皮、瑞斯库尔-米讷库尔、塞迈兹莱班、索尼昂朗格勒、瓦诺莱达姆、维莱勒塞克。

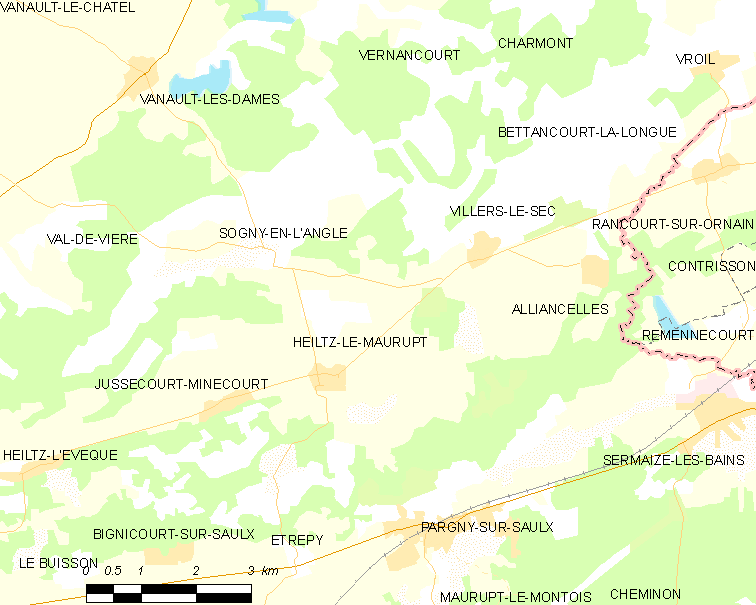
埃尔斯勒莫吕的OSM定位图

埃尔斯勒莫吕的时区为UTC+01:00、UTC+02:00（夏令时）。

## 行政
埃尔斯勒莫吕的邮政编码为51340，INSEE市镇编码为51289。

## 政治
埃尔斯勒莫吕所属的省级选区为塞迈兹莱班县。

## 人口

1962-2008年间埃尔斯勒莫吕人口变化图示

埃尔斯勒莫吕于2022年1月1日时的人口数量为435人。